# Karine Sergerie
Karine Sergerie (Montreal, 2 de febrero de 1985) es una deportista canadiense que compitió en taekwondo. 
Participó en los Juegos Olímpicos de Pekín 2008, obteniendo una medalla de plata en la categoría de –67 kg. En los Juegos Panamericanos de 2007 consiguió una medalla de oro.
Ganó cuatro medallas en el Campeonato Mundial de Taekwondo entre los años 2003 y 2011, y tres medallas en el Campeonato Panamericano de Taekwondo entre los años 2004 y 2010.

## Palmarés internacional
| Juegos Olímpicos        | Juegos Olímpicos                  | Juegos Olímpicos  | Juegos Olímpicos |
| Año                     | Lugar                             | Medalla           | Categoría        |
| ----------------------- | --------------------------------- | ----------------- | ---------------- |
| 2008                    | Pekín (China)                     | Medalla de plata  | –67 kg           |
| Campeonato Mundial      |                                   |                   |                  |
| Año                     | Lugar                             | Medalla           | Categoría        |
| 2003                    | Garmisch-Partenkirchen (Alemania) | Medalla de plata  | –63 kg           |
| 2005                    | Madrid (España)                   | Medalla de bronce | –59 kg           |
| 2007                    | Pekín (China)                     | Medalla de oro    | –63 kg           |
| 2011                    | Gyeongju (Corea del Sur)          | Medalla de bronce | –62 kg           |
| Juegos Panamericanos    |                                   |                   |                  |
| Año                     | Lugar                             | Medalla           | Categoría        |
| 2007                    | Río de Janeiro (Brasil)           | Medalla de oro    | –67 kg           |
| Campeonato Panamericano |                                   |                   |                  |
| Año                     | Lugar                             | Medalla           | Categoría        |
| 2004                    | Santo Domingo ( Rep. Dominicana)  | Medalla de bronce | –63 kg           |
| 2006                    | Buenos Aires (Argentina)          | Medalla de oro    | –63 kg           |
| 2010                    | Monterrey (México)                | Medalla de oro    | –62 kg           |